# سرتزين (ننور)
سرتزین (بالفارسية: سرتزین) هي قرية تقع في إيران في قسم ننور الريفي. يقدر عدد سكانها بـ 78 نسمة .